# Hotolisht
Hotolisht es una localidad albanesa del condado de Elbasan. Se encuentra situada en el centro del país y desde 2015 está constituida como una unidad administrativa del municipio de Librazhd. A finales de 2011, el territorio de la actual unidad administrativa tenía 5706 habitantes.
La unidad administrativa incluye los pueblos de Buzgare, Dardhe, Hotolisht, Kokreve, Vehcan, Vulcan y Xhyre.
Se ubica unos 5 km al sureste de la capital municipal Librazhd.